# PReP
PReP（ぷれぷ、英: PowerPC Reference Platform）は、PowerPCベースのコンピュータシステムのための標準システムアーキテクチャである。

## 概要
PRePは、PowerPCプロセッサと同時に生まれた。1994年にIBMにより出版され、多数のハードウェアベンダーが、Windows NT、OS/2、Solaris、タリジェントそしてAIXを含む色々なオペレーティングシステムを稼働できるマシンを製造することを可能にした。
PReP仕様の目的の一つは、パーソナルコンピュータ (PC) のハードウェア標準化の推進であり、PRePはCPUにPowerPCを使用したPC互換機（PCクローン）であった。PRePは、インテルによるCPU市場の独占状態を、PC/AT互換機市場の成功と同じオープン路線（仕様公開、標準化、互換機推進）により、更にMac OSも巻き込み、打破する狙いがあった。
しかしMacintoshコンピュータのモトローラ製CPUからPowerPCへの円滑な移行を望んでいたApple Computerは、PRePには参加しなかった。
1995年には、新しい標準であるCHRP (Common Hardware Reference Platform) が開発され発表された。CHRPには、PRePとPower Macintoshの両方の要素が取り込まれ、稼働できるオペレーティングシステムにMac OSが追加された。しかしその後、Appleの方針変更によりCHRPへのMac OSの提供は撤回された。
PRePシステムは普及しなかったが、現在でもDebianやNetBSDなど、いくつかのオペレーティングシステムがサポートしている。
2006年にはPOWER/PowerPCの普及団体であるPower.orgが、Linuxオペレーティングシステムをベースにした PAPR (Power Architecture Platform Reference) を発表している。
→ 詳細はPowerPC Reference Platform（英語）を参照

## 主なPRePマシン
- モトローラのPowerStack
- IBMのThinkPad Power Series 850 (1995年発売)

## 参照
- PReP Specification Version 1.1 and related documents (FTP)
- The PowerPC (TM) Hardware Reference Platform, an overview of CHRP (FTP)